# 로런 밀러
로런 밀러(Lauren Miller, 1982년 7월 24일 ~ )는 미국의 배우, 영화 각본가이다.